# تفاعل الجذور الحرة
تفاعل الجذور الحرة هو أي تفاعل كيميائي يشمل الجذور الحرة. هذا النوع من التفاعل هو منتشر في التفاعلات العضوية. هناك دراستان رائدتان في تفاعلات الجذور الحرة تم اكتشاف جذور ثلاثي فينيل ميثيل بواسطة موسى غومبرغ (1900) وتجارب مرآة المرآة[بحاجة لمصدر] التي وصفها فريدريش بانث في عام 1927. في هذه التجربة الأخيرة يتحلل رباعي ميثيل في درجات حرارة مرتفعة إلى جذور الميثيل والرصاص العنصري. في أنبوب الكوارتز. يتم نقل جزيئات الميثيل الغازية إلى جزء آخر من الزجاجة chamber في غاز حامل حيث تتفاعل مع الرصاص على شكل مرآة تختفي ببطء .
عندما تكون التفاعلات الجذرية جزءاً من التركيب العضوي، فإن الراديكاليات يتم توليدهم في الغالب من مبادئ جذرية مثل البيروكسيدات أو مركبات الأوزوبيس. العديد من التفاعلات الجذرية هي تفاعلات متسلسلة مع خطوة بدء السلسلة، وخطوة انتشار السلسلة وخطوة إنهاء السلسلة. مثبطات التفاعل تبطئ التفاعل الجذري والتناقض الجذري (radical disproportionation) هو تفاعل منافس. تحدث التفاعلات الراديكالية بشكل متكرر في الطور الغازي، وغالباً ما تبدأ بالضوء، ونادرًا ما يتم تحفيز الأحماض أو القواعد ولا تعتمد على قطبية وسيط التفاعل. التفاعل أيضا متماثل سواء في مرحلة الغاز أو مرحلة المحلول.

## الحركية
تعتمد حركية التفاعل الكيميائي على كل هذه التفاعلات الفردية. في الحالة المستقرة تكون تركيزات البدء (I.) وإنهاء النوع T. مهمل ومعدل البدء ومعدل الإنهاء متساويان. يمكن كتابة معدل التفاعل الكلي على النحو التالي:

 اعتماد درجة التفاعل  1.5 فيما يتعلق بالأنواع المستجدة.
يتم قياس تفاعل المركبات المختلفة  على نحو راديكالي معين في ما يسمى بتجارب المنافسة competition experiments.  المركبات التي تحمل روابط الكربون والهيدروجين تتفاعل مع الجذور في الترتيب الابتدائي <ثانوي <ثالثي <بنزيل <أليل يعكس الترتيب في طاقة تفكك السلسلة C – H
يمكن تفسير العديد من تأثيرات التثبيت كتأثيرات الرنين، وهو تأثير محدد على الجذور كتأثير مرتبط captodative effect. 

## التفاعلات
أهم التفاعلات التي تنطوي على أنواع الجذور الحرة هي:
- الجذور الحرة الاستبدالية، على سبيل المثال الجذور الحرة halogenation  autoxidation.
- تفاعلات الجذور الحرة الاضافية
- تفاعل الجذور الحرة الضمجزيئي  (تبديل أو إضافة) مثل هوفمان–وفلر رد فعل أو رد فعل بارتون
- تعد تفاعلات إعادة ترتيب الجذور الحرة نادرة مقارنة بإعادة الترتيب التي تنطوي على عمليات تزييت وتقتصر على عمليات هجرة الأريل.
- تفاعلات تجزؤ أو تحلل، على سبيل المثال تفاعل نوريش، تفاعل هونسديكر وبعض decarboxylations. للتجزؤات التي تحدث في قياس الطيف الكتلي، انظر تحليل الطيف الشامل.
- نقل الكترون. مثال على ذلك هو تحلل بعض الفئران بواسطة (Cu (I وهو تفاعل اختزال إلكترونى واحد مكون من (Cu (II ، وهو جذر أكسجين alkoxy و carboxylate. مثال آخر هو Kolbe electrolysis.
- الاستبدال العطري الراديكالي للأكسدة هو حالة خاصة من الإحلال العطري النوكليوفيلي استبدال عطري محب للنواة  .
- تفاعلات اقتران الكربون- الكربون، على سبيل المثال تفاعلات اقتران المنجنيز بوساطة (manganese-mediated coupling reactions).
- القضاء على ردود الفعل (Elimination reactions).

يمكن تشكيل الجذور الحرة عن طريق تفاعل كيميائي ضوئي وتفاعل انشطاري حراري أو بواسطة تفاعل تقليل الأكسدة تفاعلات محددة تشمل الجذور الحرة هي الاحتراق ، الانحلال الحراري والتكسير تحدث تفاعلات جذرية حرة داخل الخلايا وخارجها، وتكون ضارة، وقد تورطت في نطاق واسع من الأمراض البشرية (انظر 13-هيدروكسيوكتادكدينيكويك، 9-هيدروكسيوكتادكودينيك، أنواع الأكسجين التفاعلية، والإجهاد التأكسدي) بالإضافة إلى العديد من الأمراض المرتبطة بالشيخوخة (انظر الشيخوخة).